# Sankt Anba Mose koptisk-ortodoxa kyrka
Sankt Anba Mose koptiska-ortodoxa kyrka är en kyrka i Lövåsen, Hedesunda socken, Gävle kommun. I kyrkolokalen höll tidigare  Pingströrelsen till.